# NGC 7697
NGC 7697 је спирална галаксија у сазвежђу Тукан која се налази на NGC листи објеката дубоког неба.
Деклинација објекта је - 65° 23' 46" а ректасцензија 23h 34m 52,3s. Привидна величина (магнитуда) објекта NGC 7697 износи 13,5 а фотографска магнитуда 14,3. Налази се на удаљености од 30,213 милиона парсека од Сунца. NGC 7697 је још познат и под ознакама IC 5333, ESO 110-12, AM 2332-654, IRAS 23320-6540, PGC 71800.